# City Hunter The Movie: Angel Dust
City Hunter The Movie: Angel Dust (劇場版シティーハンター天使の涙?, Gekijōban Shitī Hantā: Enjeru Dasuto, lett. "City Hunter il film: Angel Dust") è un film d'animazione del 2023 diretto da Kazuyoshi Takeuchi. Si tratta del terzo film anime tratto dalla serie City Hunter.

## Trama
Ryo Saeba e Umibozu stanno aiutando le tre sorelle Kisugi a fare un colpo, quand'ecco che s'intromette uno strano individuo mascherato, che s'impadronisce di una valigetta che costituisce parte della refurtiva.
Qualche giorno dopo, a chiedere i servigi di Ryo è Angie, una giovane influencer occidentale, che gli dà l'incarico di ritrovare il suo gatto Calico. Per tutto il tempo della ricerca Angie s'installa nell'appartamento di Ryo e Kaori, suscitando la gelosia di quest'ultima.
La detective Saeko rimprovera Ryo per aver fatto fallire un'operazione della polizia che stava cercando di arrestare dei trafficanti d'armi avanzate: nella valigetta sottratta si trovavano infatti delle dosi di una versione migliorata di Angel Dust, una nanotecnologia che permette di creare dei supersoldati e sulla quale stava indagando Hideyuki Makimura, il vecchio socio di Ryo e fratello di Kaori, ucciso dalla criminalità.
Ryo e Kaori vedono un gatto in 3D identico a Calico proiettato su un maxischermo per strada e capiscono così che quello di Angie era solo un pretesto per ingaggiarlo. Mentre è in cucina con Kaori, la giovane occidentale le confessa in modo teatrale che è venuta per uccidere City Hunter, ma Kaori non le crede, a differenza di Ryo che ha sentito la conversazione dalla stanza accanto. 
Angie, mentre sta facendo una passeggiata, viene affrontata da due membri della sua stessa organizzazione, Espada e Pirarucu, che le rimproverano di aver tradito il loro capo (chiamato "il Mayor") e le intimano di consegnare loro la versione di Angel Dust di cui si è impadronita. Angie rifiuta, spiegando che è stata proprio Angel Dust a corrompere il Mayor, che un tempo era un rivoluzionario animato da ideali sinceri ma si è poi trasformato in un fornitore di truppe mercenarie come tanti. Sopraggiunge poi Ryo e i due mercenari decidono di ritirarsi; Ryo dice ad Angie di averla riconosciuta subito come il personaggio mascherato incontrato quella notte e l'ammonisce di essersi incamminata su una china pericolosa, ma le assicura anche di considerarla ancora la sua cliente e di voler onorare il contratto fino all'ultimo, anche se Kaori è contrariata. Angie, dal canto suo, spiega a Ryo di essere gelosa di lui perché è stato sempre il preferito del Mayor (questi definiva Ryo il suo "magnum opus", in pratica il suo capolavoro, davanti ai suoi studenti e sottoposti).
Mentre un lussuoso yacht nave con a bordo dei trafficanti d'armi s'avvicina alla baia di Tokyo, Saeko ripensa agli ultimi giorni di Hideyuki. Ryo e Kaori si avvicinano al luogo del convegno portando con loro la valigetta di Angel Dust che ha affidato loro Angie; Pirarcu ed Espada li inseguono con un mezzo corazzato e s'impadroniscono della valigetta con un abbordaggio alla Mini di Ryo; intanto Umibozu e la sua socia Miki li pedinano col loro SUV, finché non incontrano un posto di blocco della polizia, che i malviventi tentano di forzare. Il corazzato sbanda, ma Espada fugge in motocicletta e Pirarcu a piedi.
Intanto, Lupin III e Jigen incrociano Ryo e Kaori che inseguono Espada, che si è iniettato una dose di Angel Dust e si mette a lottare con Angie in una struttura industriale. Angie trafigge Espada con lo stesso pugnale di lui; incontra poi Pirarcu al porto e gli dice di aver intenzione di distruggere Angel Dust. Prima però che possa mettere in atto il suo proposito, un elicottero d'assalto si mette a sparare contro di loro. Pirarcu, che le fa da scudo, è preso in pieno dai proiettili e viene ucciso; Angie allora abbatte l'elicottero con un solo colpo di pistola.
Arrivano anche Ryo, Kaori, Umibozu e Miki. Angie è decisa a battersi con Ryo, che non intende sottrarsi alla lotta, benché Kaori li scongiuri di non farlo. Intanto si avvicina alla riva lo yacht con il Mayor a prora. Ryo spara più colpi ad Angie facendo in modo di non colpire dei punti vitali e trovandosi così in netto vantaggio. Dallo yacht, il Mayor spara ad Angie una capsula di Angel Dust facendo sì che questa acquisti una forza sovrumana, ma entri anche in uno stato come di trance, dal quale essa tenta invano di scuotersi. Alla fine, un proiettile esploso da Ryo colpisce Angie al cuore, che muore rivivendo un abbraccio che le aveva dato il Mayor da bambina. Questi, da parte sua, rimane ammirato per quanto ha visto realizzarsi dai suoi antichi allievi e getta in mare le dosi di Angel Dust potenziato.
Sulla tomba di Angie, Ryo e Kaori incontrano il Mayor, che si accinge a depositare un mazzo di fiori. Ryo l'accoglie con ira e gli intima di sparire, chiamandolo col suo vero nome: Shin Kaibara; prima di andarsene, Kaibara gli rammenta è che è stato lui a dargli il nome di "Saeba Ryo" e si ripromette che un giorno si rivedranno.

## Promozione
Il film è stato annunciato nell'aprile 2022. A dicembre dello stesso anno è stata rivelato che era programmato per uscire nel 2023 e che il cast storico sarebbe tornato. Il titolo del film, Angel Dust è stato rivelato nel febbraio 2023. Nell'agosto 2023 sono stati annunciati i camei dei personaggi di Lupin III e Daisuke Jigen del franchise di Lupin III e del gatto Tama di Uchi no Tama Shirimasenka.

## Distribuzione
Il film è stato distribuito nelle sale cinematografiche giapponesi l'8 settembre 2023.
In Italia è stato distribuito da Plaion mediante la sua etichetta Anime Factory come evento speciale nei cinema dal 19 al 21 febbraio 2024.

### Edizione italiana
Il doppiaggio italiano è stato eseguito dalla Molok Studios di Milano con la direzione di Mosè Singh su dialoghi di Elena Rovati. Un cambiamento notevole nel cast rispetto alle pellicole passate è quello di Umibozu, che a causa della morte di Vittorio Bestoso è ora doppiato da Massimiliano Lotti. Altro cambio è quello di Hideyuki Makimura, doppiato nella serie anime dal defunto Gianfranco Gamba, mentre nel film ha la voce di Luca Sandri. Miki e le tre sorelle Kisugi mantengono invece le voci avute nel precedente film City Hunter: Private Eyes. Per Lupin III non sono stati richiamati né Stefano Onofri (sua voce abituale a partire dal 2008) né Luigi Rosa (che lo doppiava nell'ultima serie dedicata al personaggio), ma è stato scelto Massimo Di Benedetto.